# Dassault Falcon

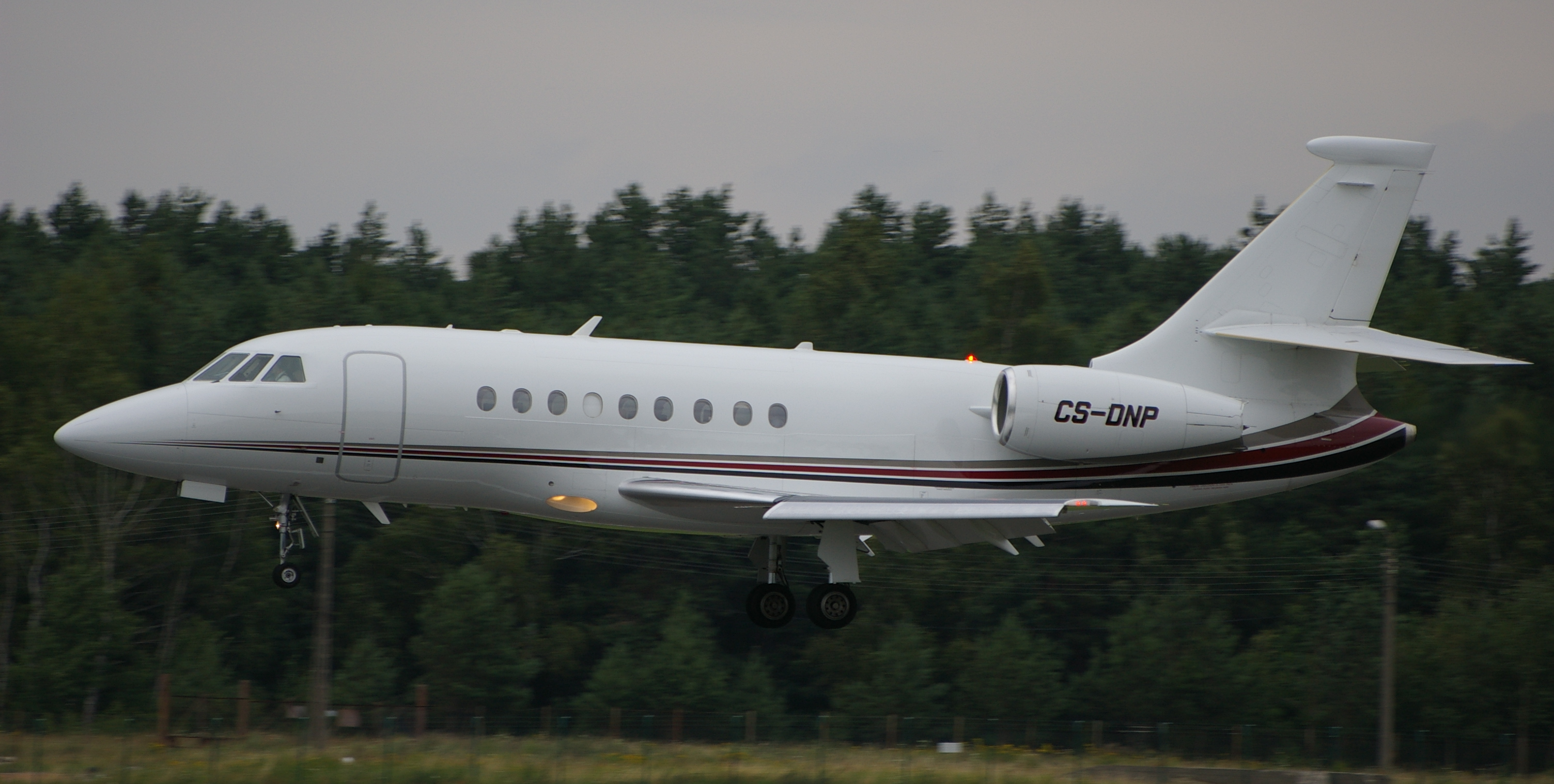
Dassault Falcon 2000

Dassault Falcon ist eine Serie von zwei- und dreistrahligen Geschäftsreiseflugzeugen des französischen Flugzeugherstellers Dassault Aviation. 
Bis Juli 2017 wurden seit dem Start mit der Falcon 20 bereits über 2.500 Falcon Business Jets gebaut.

## Flugzeugtypen
- Dassault Falcon 10: Verkleinerte Version der Falcon 20, später auch als Falcon 100 bezeichnet
- Dassault Falcon 20: Erstes Flugzeug der Dassault Falcon-Serie
- Dassault Falcon 30: Vergrößerte Version der Falcon 20 mit 32 Sitzen; Erstflug am 11. Mai 1973, keine Serienfertigung[2]
- Dassault Falcon 40: Variante der Falcon 30 für Kunden, die nicht aus dem nordamerikanischen Raum stammen, nicht verwirklicht
- Dassault Falcon 50: Basiert auf der Falcon 20, ist im Gegensatz zu dieser mit drei Triebwerken ausgestattet
- Dassault Falcon 900: Weiterentwicklung der Falcon 50 für interkontinentale Flüge
- Dassault Falcon 2000: Verkleinerte Version der Falcon 900, ausgestattet mit zwei Triebwerken
- Dassault Falcon 5X: abgebrochenes Entwicklungsprojekt eines zweistrahligen Jets mit interkontinentaler Reichweite
- Dassault Falcon 6X: Nachfolger des 5X
- Dassault Falcon 7X: Dreistrahliges Flugzeug, ursprüngliche als Falcon FNX bezeichnet
- Dassault Falcon 8X: Weiterentwicklung der Falcon 7X mit verlängertem Rumpf
- Dassault Falcon 10X: Ultralangstrecken-Business Jet mit 2 Triebwerken.